# 呂光 (正白旗)
吕光（？—1917年），滿洲正白旗人，清朝末年供職京師。中華民國建立後，加入了由滿洲貴族所組成的以「復清滅民」為宗旨的宗社黨。該黨先以東北為中心，輾轉發展到青海地區。呂光率隨從20餘人自東北經北京、綏遠、寧夏進入甘肅，於1915年10月抵達西寧道循化縣的拉卜楞寺（今甘肅省甘南藏族自治州夏河縣），呂光自稱清室六皇子，以「承制總督內外勤王忠義馬步全軍一等忠孝公」名義大肆招搖。1916年1月，呂光來到隆務寺（今同仁縣），2月移居保安（今青海省黃南藏族自治州同仁縣保安鎮），利用「佛骨顯靈，呂光為真主」等口號欺騙和煽動蒙古族、藏族、土族群眾，並將原保安都司衙門改稱「王府」，以宣統八年年號張貼文告，宣稱「助清滅民」、「保國安民」旗號，組成一支600餘人的以蒙藏民為主的武裝，攻城掠地。8月，甘肅提督馬安良與甘邊寧海鎮守使馬麒出兵鎮壓。1917年春，呂光眼見形勢不利，率部由保安潛逃，5月，呂光在貴德縣內被馬麟及馬海淵的軍隊逮捕，移送西寧後遭到絞死。